# Station Struer
Station Struer is een spoorwegstation in het Deense Struer. Het station ligt aan de lijnen Esbjerg - Struer, Langå - Struer en Struer - Thisted.